# Diplospora
Diplospora es un género con 48 especies de plantas con flores perteneciente a la familia Rubiaceae.

## Especies seleccionadas
- Diplospora abnormis
- Diplospora africana
- Diplospora andamanensis
- Diplospora andamanica
- Diplospora apiocarpa
- Diplospora australis